# She Got Me
Chansons représentant la Suisse au Concours Eurovision de la chanson
Stones
(2018) Répondez-moi
(2020)
She Got Me est un single du chanteur suisse Luca Hänni sorti le 8 mars 2019. La chanson a représenté la Suisse au concours Eurovision de la chanson 2019.

## Concours Eurovision de la chanson
La chanson représentait la Suisse au concours Eurovision de la chanson en 2019, à la suite de la sélection interne de Luca Hänni par le radiodiffuseur suisse. Le 28 janvier 2019, un tirage au sort spécial a eu lieu qui a permis à chaque pays de participer à l'une des deux demi-finales, ainsi qu'à la moitié du spectacle dans lequel il se produirait. La Suisse a été placée dans la deuxième demi-finale, qui s'est tenu le 16 mai 2019. La Suisse s'est classée à la quatrième position de cette demi finale avec 232 points, lui permettant de se qualifier pour la finale qui s'est déroulée le 18 mai 2019. Il a terminé à la quatrième place de la grande finale avec 360 points. Il est le premier suisse à terminer dans le top 5 depuis 1993.